# Paul Ludwig Landsberg
Paul-Louis Landsberg (3 décembre 1901 – 2 avril 1944) était un philosophe existentialiste. Il est l'auteur de L'Expérience de la mort et Le Problème moral du suicide.
Landsberg a enseigné aux universités de Bonn, Madrid et Paris. Élève de Martin Heidegger, Edmund Husserl et Max Scheler, il a poursuivi leurs réflexions en phénoménologie pour travailler différents sujets, dont l'identité personnelle, la mort ou le suicide. Il était proche de l'existentialiste chrétien Emmanuel Mounier et collaborait régulièrement à la revue Esprit.
Landsberg fut pourchassé par la Gestapo, à la fois en raison de ses origines juives et de ses sentiments antinazis. Il fut arrêté et déporté au camp de concentration d'Oranienburg vers la fin de la Seconde guerre mondiale. Il y mourut en avril 1944.
Paul-Louis Landsberg est né en 1901 à Bonn dans une famille juive  aisée. Il était le fils de l'éminent juriste allemand Ernst Landsberg et de son épouse Anna. Ses parents le firent baptiser dans la religion protestante, mais il se tourna plus tard vers le catholicisme et rejoignit le mouvement liturgique bénédictin centré sur Maria Laach. Il fut l'élève des phénoménologues Edmund Husserl, Martin Heidegger (à Fribourg ) et Max Scheler. Bien qu'il ait étudié avec ce dernier à Cologne, il retourna dans sa ville natale pour devenir professeur de philosophie à l'université de Bonn.
Cependant, en raison de son opposition au nazisme, il quitta l'Allemagne juste avant l'arrivée au pouvoir d'Hitler en 1933. Début mars 1933, il émigra en Espagne et commença à y enseigner la philosophie. Durant cette période, il étudia les mystiques du XVIe siècle. Entre 1934 et 1936, il occupa des postes à l'Université Complutense de Madrid et à l'Université de Barcelone, où sa pensée commença à exercer une grande influence sur ses élèves et où elle est encore étudiée aujourd'hui.
Avec le déclenchement de la guerre civile en Espagne, Landsberg s'installe à Paris où il commence à donner des cours à la Sorbonne. C'est à cette époque qu'il s'investit activement dans la revue Esprit, par laquelle sa pensée se diffuse progressivement.
Landsberg se lia d'amitié avec le philosophe personnaliste Emmanuel Mounier, dont les thèmes présentaient des similitudes avec ceux explorés dans ses propres œuvres. Ami de Max Scheler et disciple de certaines de ses techniques phénoménologiques, Mounier était, comme Landsberg, chrétien. Avec Gabriel Marcel, ils furent probablement les plus importants « existentialistes chrétiens ». De l'autre côté se trouvaient, bien sûr, les existentialistes athées tels que Heidegger ou Jean-Paul Sartre, tandis que Martin Buber était un existentialiste juif et Simone de Beauvoir, la principale existentialiste féministe.
Landsberg fut longtemps persécuté par la Gestapo. Sa femme Madeleine fut d'abord capturée par les nazis. Il réussit à rejoindre un groupe militaire antinazi qui lui fournit des papiers officiels, lui permettant de se réfugier à plusieurs endroits (Vendôme, Orléans, Lyon), toujours sans nouvelles de sa femme. Le groupe de la revue Esprit réussit à assurer la conservation de certains de ses ouvrages et à le placer temporairement à l'asile psychiatrique de Pau, où il put se remettre quelque peu du traumatisme de la séparation d'avec sa femme et de sa détention temporaire par les nazis.
Finalement, Jacques Thérond, chef du « groupe Esprit », installa Landsberg dans un hôtel avec des papiers au nom de « Richert ». Contre toute attente, il réussit à retrouver sa femme, rejoignit un groupe de combat local. Cependant, en mars 1943, il fut arrêté comme résistant et d'origine juive. Déporté au camp de concentration d'Oranienburg, près de Berlin, il mourut d'épuisement le 2 avril 1944, alors qu'il était encore incarcéré.

## Œuvre
L'œuvre de Landsberg, comme celle de Mounier et des autres existentialistes, est personnelle. Il ne s'intéresse pas à la philosophie en tant que discipline théorique, mais comme une exploration de la conscience et de la confrontation personnelle de l'individu avec sa propre vie et sa propre mort. Son approche profondément angoissée des questions philosophiques transparaît clairement dans les premiers mots de son œuvre la plus importante et la plus influente, L'Expérience de la mort. « Quel est le sens de la mort pour l'être humain en tant que personne ? La question est sans issue, car nous traitons du mystère même de l'homme, considéré sous un certain angle. Tout véritable problème philosophique contient tous les autres dans l'unité du mystère. »
L'influence de Landsberg a été particulièrement marquée sur les groupes pro-euthanasie. Son ouvrage « Le problème moral du suicide » propose une approche chrétienne du suicide qui le cautionne au lieu de le condamner, et apporte un soutien philosophique à cette vision en s'opposant aux polémiques catholiques traditionnelles sur le sujet. Pour le lecteur novice en la matière, l'extrait le plus significatif est probablement le chapitre VIII de son livre « L'Expérience de la mort », intitulé « Intermezzo dans l'arène », où il établit une analogie entre la vie d'un individu et la lutte du matador contre le taureau lors d'une corrida.